# Sérgio Bittencourt
Sérgio Freitas Bittencourt (Rio de Janeiro, 3 de fevereiro de 1941 — 9 de julho de 1979) foi um compositor e jornalista brasileiro.

## Biografia
Filho de Jacob do Bandolim, foi criado em volta dos chorões e das rodas de choro. Na escrita, seu estilo era duro e desaforado, mas era considerado sentimentalista.
Trabalhou nos jornais cariocas Correio da Manhã, O Globo, O Fluminense e na Revista Amiga, de Bloch Editores. Teve programas na rádio Capital, Carioca - no Rio e Mulher, de São Paulo. Foi jurado dos programas de TV de Flávio Cavalcanti: Um instante maestro!, A Grande Chance e Programa Flávio Cavalcanti. Com a popularidade alcançada nos programas de Flávio Cavalcanti, levado em rede nacional para quase todo o Brasil, comandou - ao início dos anos 1970 - um programa semanal de variedades na TV Itapoan (de Salvador/BA) com bastante repercussão em todo o Estado.
Sofria de hemofilia. Faleceu em 1979 vítima de um infarto.

## Participações em festivais de música
- 1966 - II Festival de Música Popular Brasileira - TV Record - São Paulo. Classificado em 4º lugar com a música Canção de não cantar, junto com o conjunto vocal MPB-4.
- 1966 - I Festival Internacional da Canção - TV Rio - Rio de Janeiro. Concorreu com a música Canção a medo, intérpretes: os conjuntos vocais MPB-4 e Quarteto em Cy.
- 1968 - Festival O Brasil canta no Rio, saiu vencedor com a música Modinha, na voz do cantor Taiguara.
- 1971 - Festival Internacional da Canção, ficou em 4º lugar com a música Canção pra senhora, junto com O Grupo.

## Discografia
- 1965 - "Estrelinha" - gravação da cantora Eliana Pittman.
- 1966 - "Canção a Medo" - com o conjunto vocal MPB-4.
- 1968 - "Modinha" com Taiguara.
- 1968 - Pegue Canção Para Chegar" - Moacyr Franco.
- 1969 - "Jambete" - com o Sambista Cyro Monteiro.
- 1969 - "Quem Mandou" - Wilson Simonal.
- 1969 - "Silêncio" - Wilson Simonal.
- 1969 - "Vim" - Taiguara.
- 1970 - "Acorda, Alice" - Censurada.
- 1972 - "Naquela Mesa" com Elizeth Cardoso.
- 1972 - "Desabafo" - com a intérprete Nora Ney.
- 1973 - "Naquela Mesa" - regravado pela Orquestra do Maestro Paul Mauriat.
- 1974 - "Eu quero" - cantor Carlos José, também por Nelson Gonçalves e Martinha.
- 1974 - "No Meio da Festa" - cantora Maria Creuza.
- 1974 - "O Amigo" - Trio Ternura.
- 1974 - "Reza" - Vanusa.
- 1975 - "O Velho" - com Antônio Marcos.
- 1975 - "Olha Eu" - com a Banda Os Famks.
- 1975 - "Canção Morrendo de Saudade - na voz da cantora Célia.
- 1980 - "Para Que - Ângela Maria.

Polêmica.
Em 1970, a canção Acorda, Alice de sua autoria foi proibida pela censura da ditadura militar brasileira, pelos versos: Acorda, Alice / que o país das maravilhas acabou.

## Homenagem ao pai

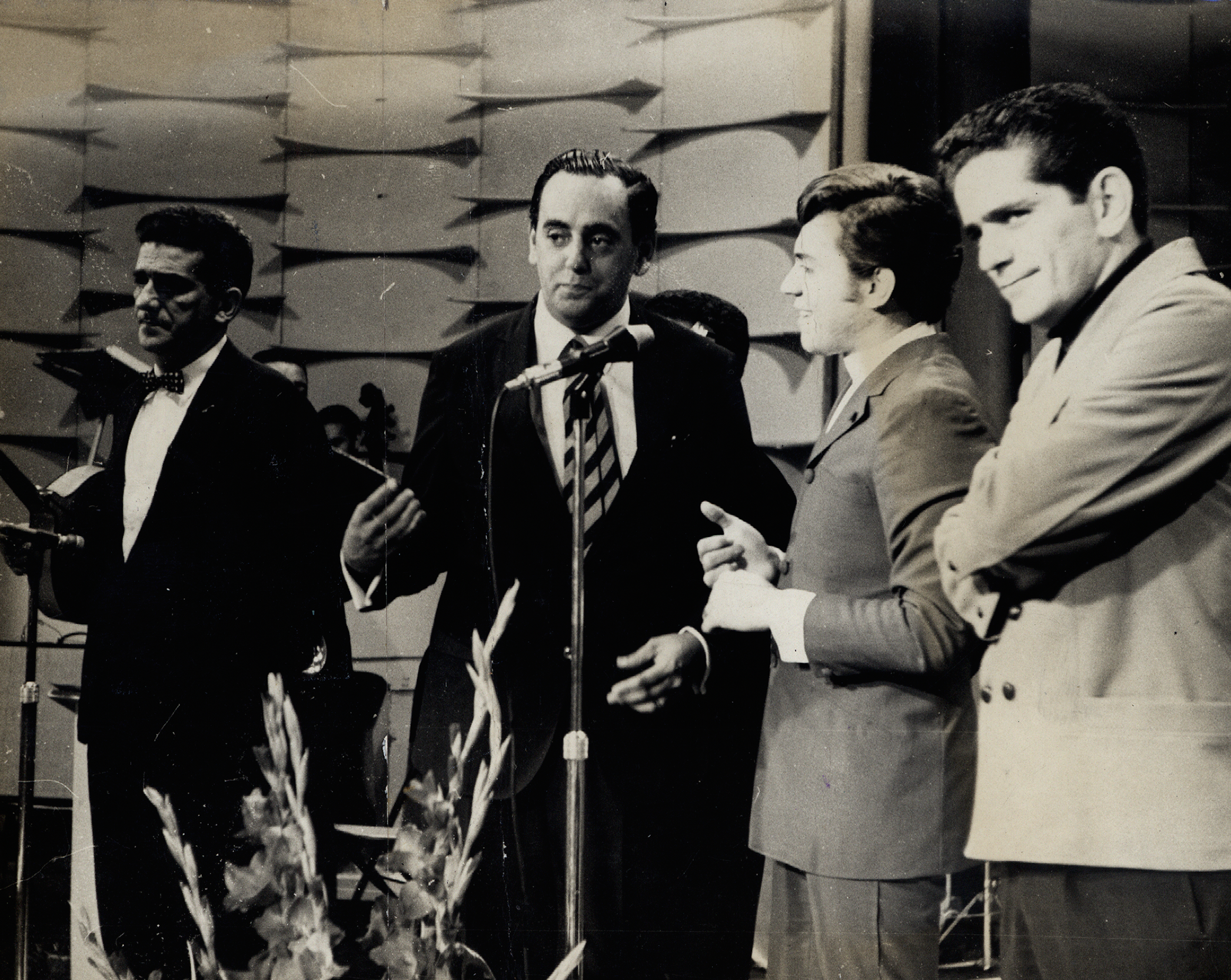
Da esquerda para direita: Jacob do Bandolim, Flávio Cavalcanti, Taiguara e Sérgio Bittencourt (década de 60)

Abalado com a morte de seu pai, compõe a canção Naquela mesa, se tornando grande sucesso na voz de Elizeth Cardoso. Sendo regravada, posteriormente, pelo cantor Nelson Gonçalves e pelo maestro e arranjador francês Paul Mauriat.
Eu não sabia que doía tanto/uma mesa no canto, uma casa e um jardim./Se eu soubesse quanto dói a vida,/essa dor tão doída, não doia assim./Agora resta uma mesa na sala/e hoje ninguém mais fala no seu bandolim./Naquela mesa tá faltando ele e a saudade dele/tá doendo em mim. (...)
A música foi regravada em 2009 pelo cantor Otto, no disco "Certa Manhã Acordei de Sonhos Intranquilos".